# Neostenotarsus scissistylus
Neostenotarsus scissistylus är en spindelart som först beskrevs av Tesmoingt och Schmidt 2002.  Neostenotarsus scissistylus ingår i släktet Neostenotarsus och familjen fågelspindlar.
Artens utbredningsområde är Franska Guyana. Inga underarter finns listade i Catalogue of Life.